# 초조본 아비담비파사론 권16
초조본 아비담비파사론 권16(初雕本 阿毗曇毗婆沙論 卷十六)은 서울특별시 관악구 호림박물관에 있는 고려시대의 목판본 불경이다. 1991년 7월 12일 대한민국의 보물 제1075호로 지정되었다.

## 개요
불교경전은 크게 경(經), 율(律), 논(論)으로 나누어 지는데, 아비담은 부처님의 지혜를 체계적으로 설명하고 있는 논(論)부분을 총칭하여 이르는 말이다. 아비담비바사론은 성불(成佛)하는데 필요한 부처님의 지혜를 체계적으로 모아 중생들이 실천할 것을 설명하고 있는 부분이라고 할 수 있다.
이 책은 고려 현종 때(재위 1011∼1031) 부처님의 힘으로 거란의 침입을 극복하고자 만든 초조대장경 가운데 하나로, 북량(北凉)의 부타발마(浮陀跋摩)와 도태(道泰)가 공동으로 번역한 60권 가운데 권 제16이다. 닥종이에 찍은 목판본으로 종이를 길게 이어 붙여 두루마리처럼 말아서 보관할 수 있도록 되어 있으며, 세로 30cm, 가로 47.3cm의 종이를 26장 이어붙인 것이다.
초조대장경은 이후에 만들어진 해인사대장경(재조대장경 또는 고려대장경)과 비교해 볼 때 몇가지 차이점이 있다. 목판의 새김이 정교한 반면에 해인사대장경과 글자수가 다르고 간행연도를 적은 기록은 없으며, 군데군데 피휘(避諱:문장에 선왕의 이름자가 나타나는 경우 공경과 삼가의 뜻으로 글자의 한 획을 생략하거나 뜻이 통하는 다른 글자로 대치하는 것)와 약자(略字)가 나타난다. 또 초조대장경은 책의 장수를 표시하는데 있어서 대체로 ‘장(丈)’자나 ‘폭(幅)’자를 쓰는 데 비해 해인사대장경은 ‘장(張)’자로 통일되어 있다.
이 책도 장수를 표시하는데 있어 ‘장(丈)’자를 쓰고 있는 점, 책 끝에 간행연도를 적은 기록이 없는 점, ‘경(敬)’자의 마지막 획이 생략된 점 등으로 보아 초조대장경 판본임을 알 수 있다. 
인쇄상태와 종이의 질 등을 고려해 볼 때 12세기 경에 찍어낸 것으로 추정된다.

## 참고 자료
- 초조본 아비담비파사론 권16 - 국가유산청 국가유산포털